# Kim Young-ha
Kim Young-ha es un novelista de Corea del Sur.

## Biografía
Kim Young-ha nació el 11 de noviembre de 1968 en el distrito de Hwachon, provincia de Gangwon, Corea del Sur, pero pasó la infancia mudándose de un sitio a otro ya que su padre era militar. “Cambiaba de escuela una vez al año y cada vez que lo hacía tenía que aprender formas de comunicación y nuevas reglas de juego entre los nuevos compañeros. Me acostumbré a olvidar rápido y a aprenderlo todo de nuevo igual de rápido. Tal vez desde entonces me vi atraído por la narrativa de la bohemia”.
Sufrió una intoxicación por gas de hulla en su infancia y perdió la memoria de antes de los diez años. Estudió en la Universidad Yonsei en Seúl, donde obtuvo una licenciatura y un título de posgrado en Administración de Empresas, pero nunca tuvo mucho interés en ellos. En vez de eso se concentró en escribir historias. Después de licenciarse en 1993, empezó el servicio militar en la policía militar de la 51.ª división de infantería cerca de Suwon. 
En 2013 visitó la Feria Internacional del Libro de Guadalajara (México).
Los escritores Milan Kundera, Jorge Luis Borges, Fedor Dostoievski, Salman Rushdie, Yoshio Mishima y Oscar Wilde y algunos filósofos franceses como Jean Baudrillard y Georges Bataille influyeron en su juventud.
Actualmente, el escritor reside en Busan, Corea del Sur, y Nueva York.

## Obra
Kim Young-ha hizo su debut en el mundo literario publicando el cuento “Meditaciones sobre un espejo”. Desde entonces ha venido deconstruyendo de manera subversiva aquellas premisas consideradas propias y naturales de las novelas coreanas, y aún hoy continúa en la búsqueda de nuevas posibilidades para el género de la novela en Corea.
En 1979, publicó cuatro antologías de relatos cortos, entre ellas Volvió mi hermano y ¿Qué pasó con el hombre que estaba atrapado en el ascensor? A pesar de que el mercado para el género de los relatos siempre ha sido menor que el de las novelas, la venta de los relatos del autor llegó a superar a la de sus novelas. Varios se han adaptado al cine o han sido llevados al teatro.
Su primera novela publicada en coreano en 1996 fue Tengo derecho a destruirme, que se ha traducido al inglés, español, francés, alemán, holandés, polaco, turco, chino y vietnamita. Las novelas e historias de Kim se centran en expresar un nuevo modo de sensibilidad de las emociones y los temores de la vida que experimentan los coreanos en el contexto de una cultura moderna cambiante y globalizada. La confusión, el nihilismo, el tedio, el anhelo de muerte y otros estados emocionales propios de fin de siglo se hicieron presentes en la juventud coreana de entonces. Fue la respuesta espiritual de la juventud que presintió el estancamiento económico y el alto nivel de desempleo que vendrían después. 
Flor negra trata del trayecto de los 1032 coreanos que se dirigieron a México partiendo de Corea en 1905. Tuvo varias fuentes de inspiración para la novela, como historias de viajes en barco, etnografía de religión, novelas clásicas de iniciación, así como también historias coreanas de exilio y emigración. Su libro fue galardonado en 2004 con el Premio de Literatura Dongin y fue seleccionado como el Libro del Año por varios medios. Flor negra se tradujo al inglés y al francés y se prevé su publicación en los Estados Unidos para el 2012.
Su cuarta novela El imperio de la luz describe las veinticuatro horas de un espía de Corea del Norte enviado a Corea del Sur, quien después de haber sufrido un largo olvido por parte del Norte, recibe la repentina orden de retorno. Es una novela kafkiana en la que el protagonista ni siquiera recuerda su condición de espía, deambula por Seúl y trata de rumiar su vida pasada. Se ha traducido a siete idiomas.
Se han hecho hasta ahora dos películas basadas en sus novelas: Tengo derecho a destruirme y La letra escarlata. Ahora se encuentran en producción o se espera el estreno de tres películas: Volvió mi hermano, ¿Qué pasó con el hombre que estaba atascado en el ascensor? y El imperio de la luz.
Antes trabajó como profesor en la Universidad Nacional de Artes de Corea y presentó un programa de radio sobre libros. En el otoño de 2008, dejó todos los trabajos y se dedicó exclusivamente a escribir. Kim Young-ha también traduce novelas del inglés, recientemente adaptó al coreano la novela de F. Scott Fitzgerald El gran Gatsby. Fue profesor invitado en la Universidad de Columbia entre septiembre de 2010 y junio de 2011.

## Premios[2]
- Premio al Autor Novel de Munhakdongne Publishing Corp (1996)
- Premio de Literatura Contemporánea (1999)
- Premio de Literatura Yi Sang (2004)
- Premio de Literatura Dongin (2004)
- Premio de Literatura Hwang Sun-won (2004)
- Premio de Literatura Manhae (2007)
- Premio de Literatura Yi Sang (2012)

## Traducciones al español
- “Mudanza” en JI-DO: Antología de la narrativa coreana contemporánea, (Santiago Arcos Editor, 2009) ISBN 9789871240418 (trad. por Kim Un-kyung)
- Tengo derecho a destruirme (Bajo la Luna, 2011) ISBN 9789871803132 (Malas Tierras, 2020; 2022) ISBN 978-8412003086; ISBN 978-84-125377-2-7 (trad. por Kim Hyeon-kyun y Jung Hye-ri)
- Quién sabe si mañana seguiremos aquí (Temas de hoy, 2019) ISBN 978-84-9998-767-5 (trad. por Seong Cholim y Kwon Eunhee)
- Flor negra (Nostra Ediciones, 2021) ISBN 978-607-8756636 (trad. por Ko Hyesun y Francisco J. Carranza Romero)

## Obras
Novelas
- Tengo derecho a destruirme, Munhakdongne Publishing Corp., 1996
- ¿Por qué Arang?, Moonji Publishing Co., Ltd., 2001
- Flor negra, Munhakdongne Publishing Corp., 2003
- El imperio de la luz, Munhakdongne Publishing Corp., 2006
- Quiz show, Munhakdongne Publishing Corp., 2007
- Se escucha tu voz, Munhakdongne Publishing Corp., 2012

Relatos
- La llamada, Munhakdongne Publishing Corp., 1997
- ¿Qué con pasó el hombre que estaba atascado en el ascensor?, Moonji Publishing Co., Ltd., 1999
- El asesinato en el estudio de fotografía, Munhakdongne Publishing Corp., 2001
- Volvió mi hermano, Changbi Publishers, Inc. 2004
- Nadie sabe qué ha pasado, Munhakdongne Publishing Corp., 2010

Ensayos
- Pesca de una corvina amarilla seca, Maumsanchek, 2000
- Post it, Hyundaemunhak, 2002
- Lalala House, Maumsanchek, 2005
- Historia del cine de Kim Young-ha e Yi Woo-il, Maumsanchek, 2005
- El viajero (Heidelberg), Artbook Publishing Corp., 2007
- Kim Young-ha, Viajero, Tokio, Artbooks Publishing Corp., 2008
- Recuerda lo que te has olvidado, Randomhouse, Inc., 2009

Otras
- La cotidianidad, Hong Sung-tek Design, Co., 2001